# Sân Đại Triều Nghi (Hoàng thành Huế)

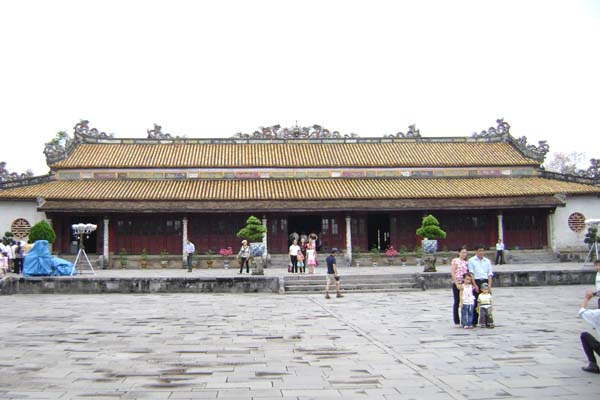
Điện Thái Hoà và Sân Đại Triều Nghi

Sân Đại Triều Nghi (𡓏大朝儀) hay Sân Chầu  là khoảng sân rộng trước Điện Thái Hòa nơi các quan đứng chầu trong các buổi đại thiết triều của triều đình nhà Nguyễn.
Điện, cùng với sân chầu, là địa điểm được dùng cho các buổi triều nghi quan trọng của triều đình như: lễ Đăng Quang, sinh nhật vua, những buổi đón tiếp sứ thần chính thức và các buổi đại triều được tổ chức 2 lần vào ngày mồng 1 và 15 âm lịch hàng tháng. Vào những dịp này, nhà vua ngồi uy nghiêm trên ngai vàng trong Điện Thái Hòa. Chỉ các quan Tứ trụ và những hoàng thân quốc thích của nhà vua mới được phép vào điện diện kiến. Các quan khác có mặt đông đủ và đứng xếp hàng ở sân Đại triều theo cấp bậc và thứ hạng từ nhất phẩm đến cửu phẩm, quan văn đứng bên trái, quan võ đứng bên phải. Tất cả các vị trí đều được đánh dấu trên hai dãy đá đặt trước sân chầu.

## Vị trí
Điện Thái Hòa và sân đại triều nằm ngay trên đường xuyên tâm Hoàng Thành nhìn thẳng ra cửa Ngọ Môn trong kinh thành Huế. Đây chính là khu vực quan trọng nhất và là địa điểm tham quan đặc sắc nhất trong cung đình Huế sau Ngọ Môn.

## Lịch sử xây dựng
Sân đại triều xây dựng cùng lúc với Điện Thái Hòa, tức là vào năm 1805. Một năm sau đó, vua Gia Long làm lễ trong Điện Thái Hòa.

## Miêu tả

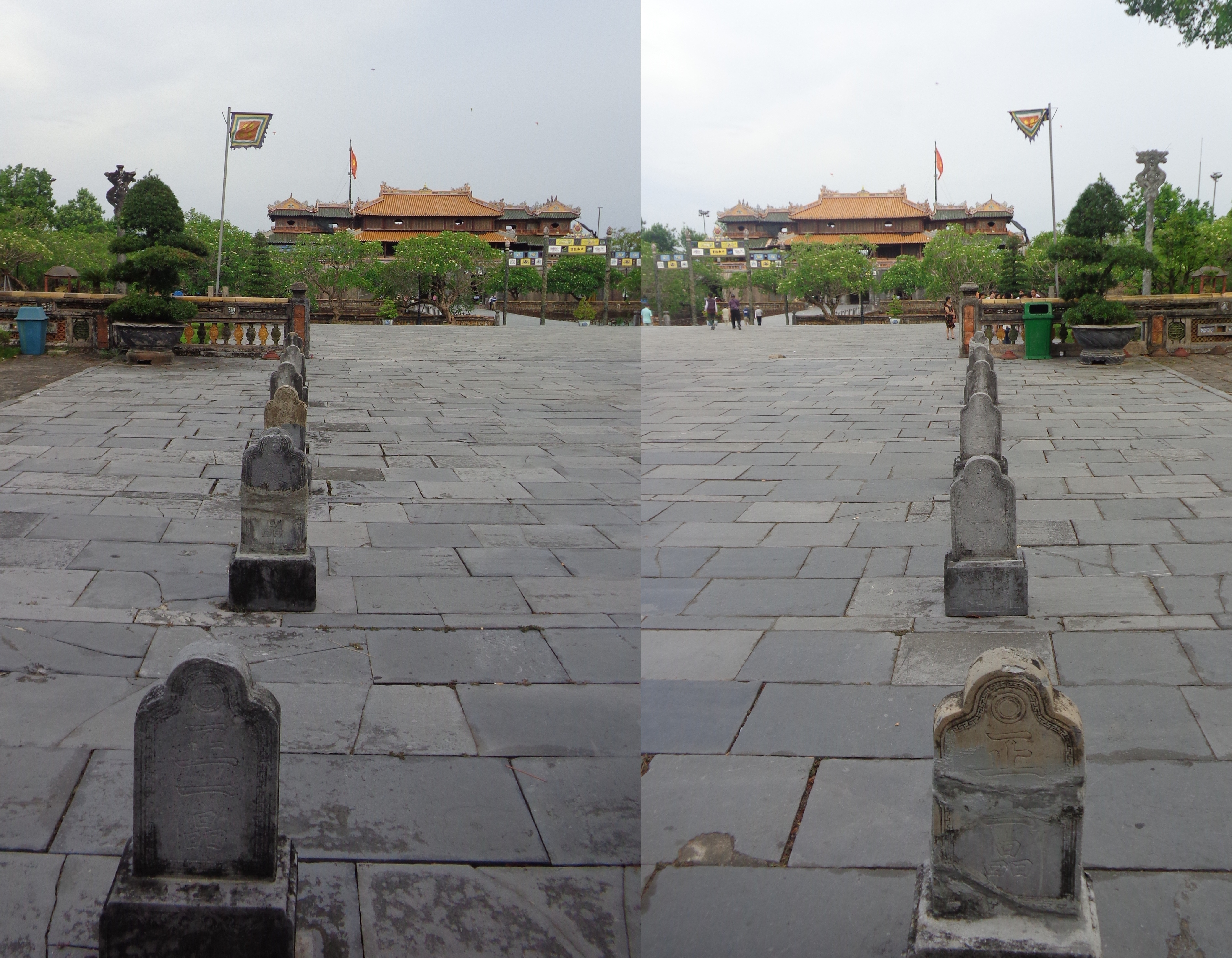
Hai hàng trụ đá đề phẩm trật (từ Chính nhất phẩm (正一品) đến Tòng tam phẩm (從三品)) của các quan văn võ chầu hầu tại sân Đại Triều Nghi (hoàng thành Huế).

Sân Đại Triều Nghi khá rộng, được lát hoàn toàn bằng đá Thanh và được chia bậc. Lúc bấy giờ sân đại triều nghi chia làm 2 bậc: Bậc trên dành cho các quan văn, quan võ ấn quan (từ hàng tam phẩm trở lên chánh nhất phẩm). Hai bên sân có hai hàng trụ đá đề rõ phẩm trật để cho các quan xem đó mà sắp hàng cho thứ tự gọi là Phẩm Sơn.
Dưới cùng, gần cầu Trung Đạo còn một hàng nữa dành cho các kỳ cựu hương lão, thích lý đến chầu trong những dịp khánh tiết. Với cách chia của sân Đại Triều Nghi, có thể nhận biết thứ bậc vua quan triều Nguyễn lúc bấy giờ. Hai góc sân có hai con kỳ lân bằng đồng thiếp vàng để trong lồng gương bằng gỗ sơn vàng. Hai con Kỳ Lân được trang trí ở hai góc sân có ý nghĩa là đời thái bình, đồng thời nó cũng là một biểu tượng nhắc nhở sự nghiêm chỉnh giữa chốn triều nghi. Kỳ Lân này hiện nay còn khá nguyên vẹn.
Khi yến tiệc, hội nghị, thiết triều thì vua đội mũ cửu long, mặc hoàng bào, lưng đeo đai, tay cầm hốt trầm quế, chân đi hia, uy nghi ngồi trên ngai vàng. Các quan tứ trụ và những hoàng thân, quốc thích được đứng hai bên trong điện. Bên ngoài sân Đại Triều Nghi, toàn bộ các quan đều sắp hàng đứng ở ngoài sân theo phẩm trật như đã nêu trên.

## Giá trị
Sân Đại Triều Nghị không mang giá trị về mặt kiến trúc trừ kỳ lân phía trước sân. Tuy nhiên, xét về mặt vai trò lịch sử, sân là nơi chứng kiến sự hưng thịnh và suy vong của 13 đời vua triều Nguyễn. Ngày nay, sân là sân khấu ngoài trời để biểu diễn nhã nhạc cung đình Huế, là nơi diễn ra các hoạt động văn hóa của kinh thành Huế.